# Ultimate
Ultimate hay Ném đĩa bay hoặc Frisbee là một môn thể thao ngoài trời, rất phát triển ở các nước phương Tây như Mỹ, Anh. Mặc dù đã có từ lâu, được biết đến rộng rãi tại nhiều nơi trên thế giới; bộ môn ném đĩa này đang là một trào lưu mới đối với nhiều bạn trẻ Việt.
Khi chơi ném đĩa, thông thường,sẽ có hai đội. Mỗi đội 7 người, có thể chơi chung nam nữ hoặc tách riêng. Sân thi đấu tiêu chuẩn có chiều dài 100m, chiều ngang 37m. Trong đó mỗi đầu sân đều có một khu vực được gọi là "Endzone" dài 18m để ghi điểm (bằng cách truyền đĩa được đến tay đồng đội).
Đĩa ném thể thao - Frisbee là dạng vật thể khí động học có kết cấu đơn giản nhất để có thể bay lượn êm ái và lướt đi trong không khí với một đường bay ổn định. Bạn có thể chủ động định hình đường bay bằng động tác ném xoay đĩa theo các hướng và góc độ khác nhau. Tùy thuộc vào địa hình, điều kiện gió và kỹ thuật ném mà bạn có thể chủ động được quỹ đạo bay như mong muốn. Bạn có thể sử dụng Frisbee thể thao cho nhiều mục đích khác nhau như giải trí, thư giãn cùng bàn bè ở các không gian rộng, nâng cao sức khỏe với các bài tập vận động toàn thân, rèn luyện khả năng tư duy và xử lý nhanh nhạy... Ngoài ra bạn cũng có thể kết hợp sử dụng Frisbee với các trò chơi, hoạt động ngoài trời khác hoặc sử dụng để huấn luyện, chơi đùa cùng các con vật nuôi...
Ném đĩa Frisbee là môn thể thao vui nhộn, hấp dẫn mọi người và có tính gắn kết tập thể cao. Môn thể thao ngoài trời này đặc biệt dễ dàng tham gia, dễ dàng tiếp cận bởi mức đầu tư cực kỳ hợp lý. Đĩa ném Frisbee thể thao loại cao cấp với thiết kế khí động học tối ưu và khả năng chống lại gần như mọi va đập trong phạm vi sức ném của con người.

## Tiêu chuẩn Frisbee
Đĩa bay Frisbee dùng trong thi đấu với đủ các điều kiện:
- Nặng: 175g, Đường kính: 27.5 cm
- Hạn chế tối đa lực cản không khí, tối ưu hóa tầm bay của đĩa khi ném.
- Đảm bảo độ bền so với sức ném của con người.